# Wacław Sierpiński
Wacław Franciszek Sierpiński (Varsó, 1882. március 14. – Varsó, 1969. október 21.) lengyel matematikus, a varsói matematikai iskola kimagasló alakja.
1899 és 1904 között a Varsói Egyetem matematika-fizika szakos hallgatója volt. Az egyetem elvégzése után középiskolai tanár volt Varsóban, majd Krakkóba költözött, ahol 1908-ban doktori címet szerzett. 1908-tól 1914-ig a Lwówi Egyetemen tanított. Az első világháború alatt Moszkvában élt. A háború után visszatért Lwówba, majd 1919-től haláláig Varsóban lakott és az egyetemen dolgozott.
Hatalmas tudományos életművet hagyott hátra, benne 50 könyvet és 724 tudományos közleményt. A halmazelmélet volt az egyik terület, amelyben maradandót alkotott (a kiválasztási axióma és a kontinuumhipotézis tárgykörében), de a valós függvénytan, a számelmélet és a topológia is gazdagodott az eredményeivel.

## Életpályája
Konstanty Wacław Sierpiński orvos és Ludwika Łapińska házasságából született. 1900-ban érettségizett a Varsói 5. Általános Gimnáziumban. Ezt követően az orosz cári megszállás alatt működő Varsói Egyetem (lengyelül: Uniwersytet Warszawski) Fizika és Matematika Karán tanult. Diplomáját 1904-ben szerezte meg, a Voronoj-féle számelmélettel kapcsolatos dolgozata miatt aranyéremmel kitüntetve. Még az év őszén tanítani kezdett a Varsói 4. Leány Gimnáziumban matematika-fizika szakos oktatóként. 1905-ben részt vett egy iskolai sztrájkban., majd otthagyva az állását Krakkóba ment, ahol 1906-ban újabb diplomát szerzett a Jagelló Egyetem filozófia szakán. Témavezetője a botanikus Edward Janczewski-Glinka volt. Ezt követően visszatért Varsóba, ahol egy magániskolában egyetemi szintű matematikát oktatott.
1907-ben több hónapos tanulmányutat tett Göttingenben, ahol találkozott Constantin Carathéodory matematikussal. 1908 januárjában a Varsói Tudományos Társaság (Towarzystwo Naukowe Warszawskie) tagja lett, júliusban pedig számelméleti munkájával habilitált a Lwówi Egyetemen. 1909-ben kezdett előadásokat tartani. 1910-ben docensi beosztást kapott és egy tanszék vezetését is rábízták. Első könyvén 1910 és 1914 között dolgozott.
Az első világháború kitörésekor családja fehéroroszországi birtokára menekült, de osztrák állampolgársága miatt internálták. 1915-ben orosz matematikusok közbenjárására Moszkvába költözhetett. Itt kötött barátságot és kezdett el közösen dolgozni Nyikolaj Luzinnal, akivel nyolc közös művet publikált. Moszkvában kezdte írni a matematikai analízisről szóló könyvét, melyet aztán az újjászülető Varsói Egyetemnek ajánlott. Közben a Krakkói Oktatási Akadémia (Akademia Umiejętności w Krakowie) 1917-ben a levelező tagjává választotta.
1918 februárjában Finnországon és Svédországon keresztül visszatért Lengyelországba. A nyár folyamán előadott a Lwówi Egyetemen, ősztől pedig a Varsói Egyetemen, ahol 1919 áprilisában professzori kinevezést kapott.
Az 1919-1921 között zajló lengyel–bolsevik háború idején Stefan Mazurkiewicz és Stanisław Leśniewski matematikusokkal közösen részt vett a vezérkar mellett működő sifrírozóiroda munkájában mint kódfejtő.
1920-ban Zygmunt Janiszewskival és Mazurkiewicz-csel megalapították a világ első, szakmai terület szerint specializálódó matematikai folyóiratát. A Fundamenta Mathematicae elméleti és gyakorlati, illetve matematikai logikai tárgyú cikkeket közölt. 1921-ben a Lengyel Oktatási Akadémia (Polska Akademia Umiejętności) rendes tagjává választották és díjat kapott a lapalapításért.
A két világháború közötti években aktív tudományos életet élt. 1919 és 1939 között nyolc könyvet és hét tankönyvet adott ki, szerző társai Stefan Banach és Włodzimierz Stożek voltak. 1924-ben Torontóban, 1928-ban Bolognában, 1932-ben Zürichben, 1936-ban Oslóban vett részt tudományos konferencián. 1929-ben a szláv matematikusok első kongresszusának szervezője volt. 1932-től a Varsói Tudományos Társaság (Towarzystwo Naukowe Warszawskie) elnökévé választották. Tisztségét 1952-ig, a Lengyel Tudományos Akadémia (Polska Akademia Nauk) megalakulásáig viselte.
A második világháború kitörése Varsóban találta. A megszállás idején hivatalosan mint tisztviselő dolgozott. Ugyanakkor folytatta a tanítást, előadást tartott az illegálisan működő, földalatti egyetemen. Tudományos munkáját sem függesztette fel. Számos cikke jelent meg a Római Pápai Akadémia Közleményei c. lapban. 1944 októberében leégett a lakása és értékes könyvtára odaveszett. 

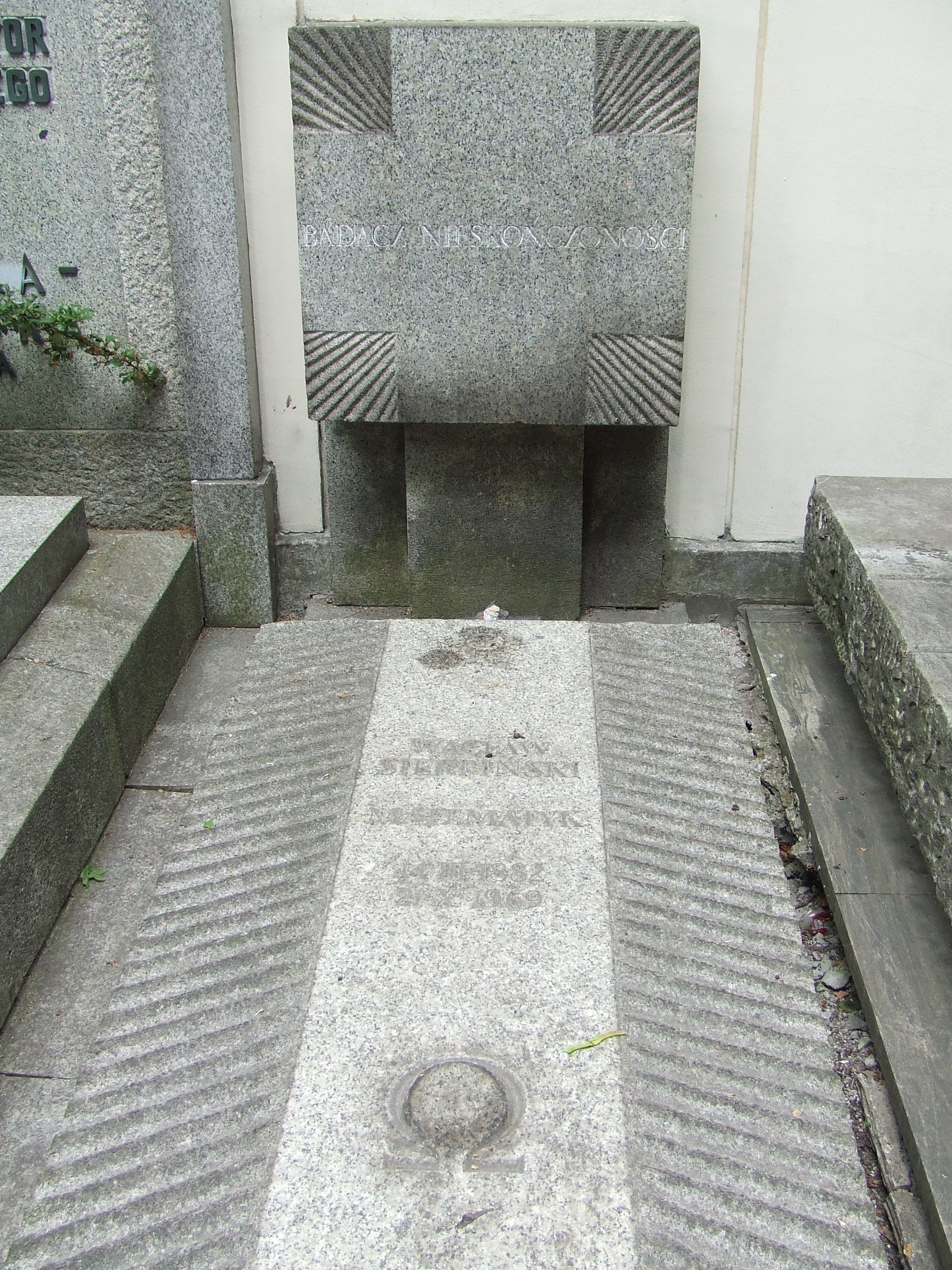
Sierpiński síremléke

1945 februárjában Krakkóba utazott. A nyár folyamán előadó volt a Jagelló Egyetemen, majd ősszel visszatért fővárosi katedrájához és folytatta a Fundamenta Mathematicae kiadását. 1948-ban kezdett dolgozni az Állami Matematikai Intézetnél (Państwowy Instytut Matematyczny), amelynek egy időben vezetője is volt. 1956-1969 között szerkesztője volt a Acta Arithmetica c. lapnak, melynek kiadása a háború alatt szünetelt. 1964-ben a cenzúra elleni tiltakozásul aláírta az ún. 34-es levelet (List 34), melyet 34 értelmiségi küldött Józef Cyrankiewicz miniszterelnöknek. Később tizedmagával aláírta azt a The Timesnak szóló levelet is, amely szerint Lengyelországban nincs elnyomás és a Szabad Európa Rádió hallgatható.
1960-ban vonult nyugállományba. Tanítványa volt többek között Stefan Mazurkiewicz, Stanisław Ruziewicz, Kazimierz Kuratowski, Kazimierz Zarankiewicz, Otto Nikodem, Adolf Lindenbaum, Jerzy Spława-Neyman, Władysław Ślebodziński, Bronisław Knaster, Stanisław Saks, Antoni Zygmund, Karol Borsuk, Stefania Braunówna, Edward Szpilrajn-Marczewski, Antoni Wakulicz, Jerzy Browkin, Andrzej Rotkiewicz és Andrzej Schinzel.
A második világháború előtt és után is többször járt Magyarországon tudományos konferenciákon, a lengyel-magyar kapcsolatok kimagasló alakja volt. 1932-ben a Magyar Érdemrend középkeresztje kitüntetést adományoztak neki. 1935-ben a Varsói Magyar Intézet megnyitásakor megnyitóbeszédet mondott, az intézetet Klebelsberg Kunóval ő nyitotta meg.

## Publikációi
Több mint 700 cikket publikált, és több mint 50 könyvet írt.

## A nevét viselő fogalmak
- A Sierpiński-számok, melyek a számelméletben használatosak, és az ehhez kapcsolódó Sierpiński-probléma.
- 3 fraktál is a nevét viseli:
  - A Sierpiński-háromszög
  - A Sierpiński-szőnyeg: előállításánál egy négyzetből indulunk ki, aminek eltávolítjuk a középső kilenced részét. Majd a maradék nyolc kilenced résznek is eltávolítjuk a közepét, és így tovább a végtelenségig: a szőnyeg területe végül nullával lesz egyenlő, míg a kerülete végtelen.[3]
  - A Sierpiński-görbe
- A Sierpiński-halmazok
- A Sierpiński-konstans
- A Sierpiński-felbontás
- A Sierpiński-probléma

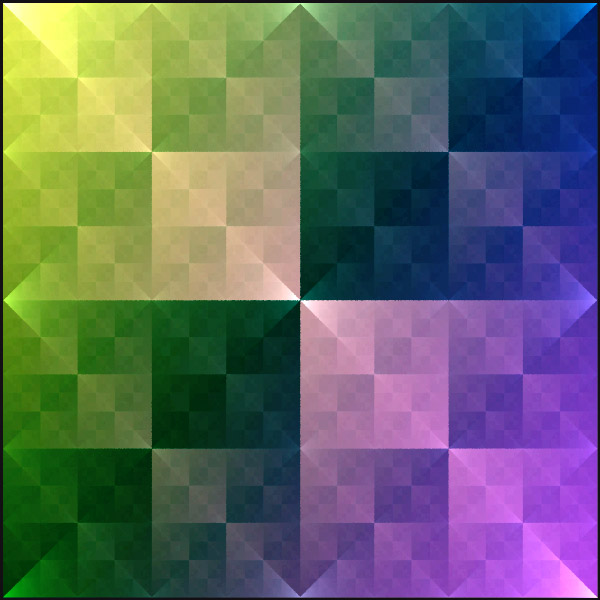
Sierpiński-négyzet
Sierpiński-háromszög
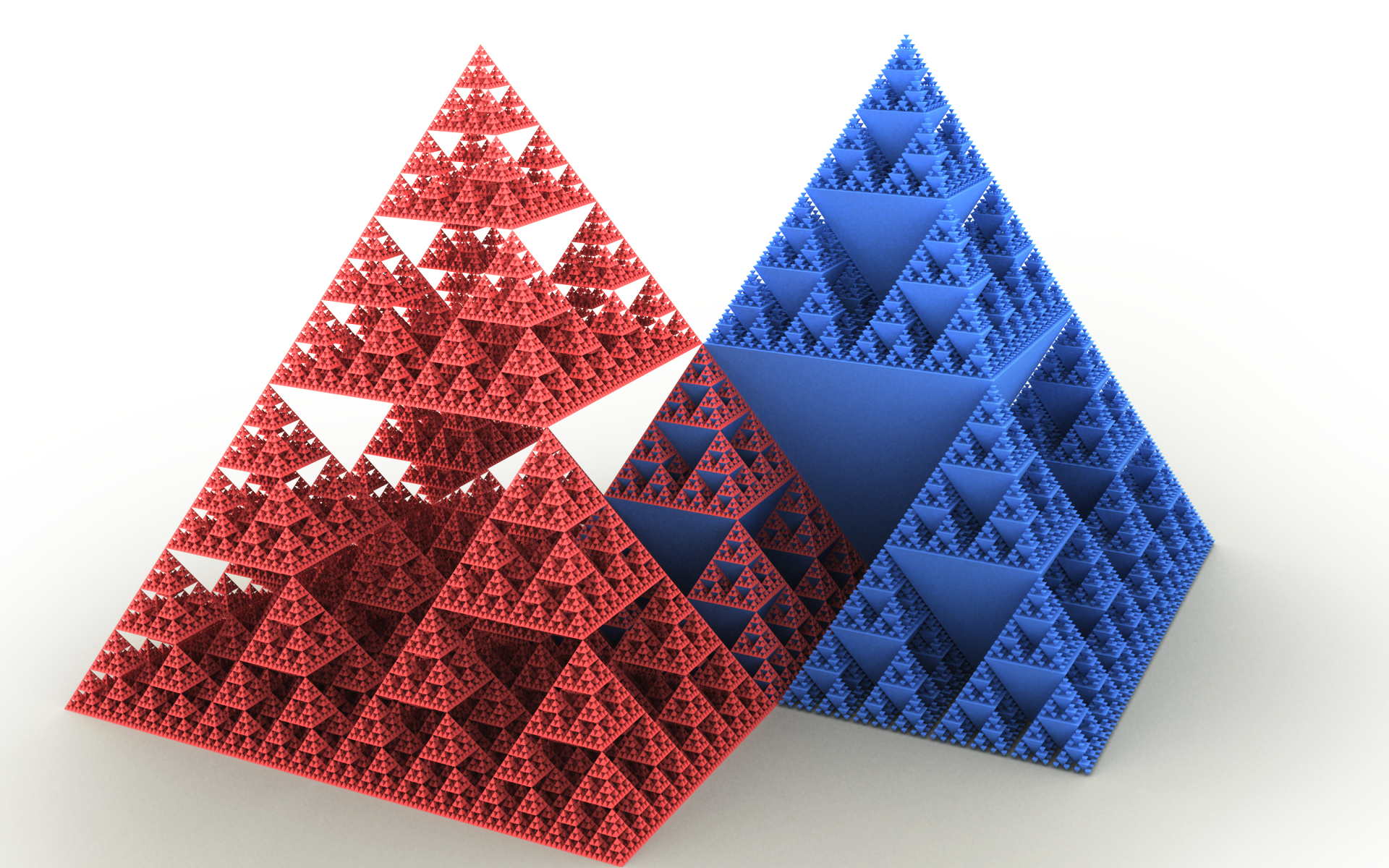
Sierpiński-szivacsok
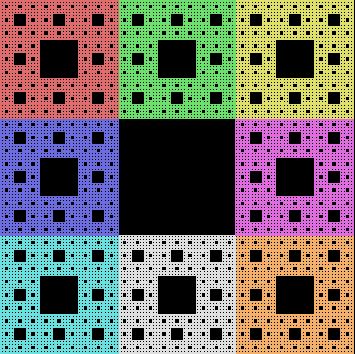
Sierpiński-szőnyeg

## Anekdota
Amikor egyszer Sierpińskiék elköltöztek, maradt még néhány holmi a régi lakásukban, azokat becsomagolták, kivitték a ház elé, majd a feleség, nem bízva a férje talpraesettségében, elment taxit hívni, és azt mondta a férjének, hogy vigyázzon a tíz csomagra. Mikor visszajött, a férje azt mondta, hogy csak 9 csomag van, és ezt bizonyítandó, elkezdte számolni: 0, 1, 2... .

## Fordítás
- Ez a szócikk részben vagy egészben a Wacław Sierpiński című lengyel Wikipédia-szócikk ezen változatának fordításán alapul.  Az eredeti cikk szerkesztőit annak laptörténete sorolja fel. Ez a jelzés csupán a megfogalmazás eredetét és a szerzői jogokat jelzi, nem szolgál a cikkben szereplő információk forrásmegjelöléseként.